# Hans Schmidt (Komponist)
Hans Schmidt (* 25. März 1902 in Heilsbronn; † 3. März 1982 in Erlangen) war ein deutscher Komponist, Musikpädagoge und Dirigent.

## Leben
Im Jahre 1922 begann Schmidt ein Musikstudium an der Hochschule für Musik Nürnberg-Augsburg in Nürnberg und ab 1924 an der Hochschule für Musik und Theater in München. Im Jahre 1929 wechselte er an die Hochschule für Musik in Berlin, wo unter anderem auch Rudolf Deman, Max Rostal und Paul Juon studierten. Er schloss mit einem Diplom als Musikmeister ab.
1929 wurde er Dirigent des Militärmusikkorps, das in Landshut stationiert war. 1943 wurde er Direktor der Musikabteilung der Musikschule in Frankfurt am Main, 1944 als Dozent nach Berlin versetzt.
Seit 1939 war er Obermusikmeister und seit 1942 Stabsmusikmeister. Nach dem Zweiten Weltkrieg und sowjetischer Kriegsgefangenschaft gründete er 1949 in Heilsbronn eine private Musikschule. Ferner war er Dirigent in verschiedenen Orchestern der Region Heilsbronn.

## Werke
- 1929–1933 Heroische Ouverture
- 1938 Romantische Ouvertüre
- 1938 Ungarische Fantasie
- 1970 Einleitungsmusik und Hymne